# De Pan (landgoed)
De Pan is de naam van een natuurgebied ten zuidoosten van Sterksel, waarvan 380 ha wordt beheerd door Staatsbosbeheer.
Het betreft een landgoed met bos, grasland en heide bij Sterksel, feitelijk bestaande uit drie aaneengesloten landgoederen, namelijk Landgoed de Pan, Boksenberg en Vroolijke Jager. Boksenberg is een ca. 170 ha groot droog naaldbos op oud stuifzand. Het wordt beheerd door de gemeente Someren. 
Naar het noorden gaat De Pan over in de Somerensche Heide, die weer aansluit bij de Strabrechtse Heide. Naar het zuiden toe sluit het gebied bijna aan bij de Hugterheide in de buurt van het Weerterbos. Het gebied is dus een schakel in een zeer uitgestrekte bosgordel.

## Geschiedenis
De naam de Pan (opgetekend vanaf 1516) heeft betrekking op een komvormige laagte bij de oorsprong van de Sterkselse Aa. Hoef aan de Pan ligt centraal in het gebied, aan de Pandijk, niet ver van de plek waar deze de Sterkselse Aa oversteekt. De hoeve werd in 1831 gebouwd aan een zeer eenzame weg die verhoogd door de heide werd aangelegd vanwege de zeer natte en drasse bodem. Langs deze weg staat een kapelletje. De hoeve is enige tijd een herberg geweest. In 1928 kocht de familie Philips een gedeelte, dat toen uit open heideveld bestond, en stichtte er een landgoed (Landgoed de Pan). Daarvan zijn nu nog bepaalde eikenlanen over.
Nabij de hoeve bevindt zich een monument dat herinnert aan de omgekomen bemanningsleden van een hier op 22 juni 1943 neergestorte bommenwerper van de RAF. 
In het noordelijke deelgebied gebied Vroolijke Jager bevindt zich een archeologisch monument, bestaande uit de resten van een urnenveld dat door de ontginning grotendeels vernield is.

## Landschap
De Sterkselse Aa is een kleine, maar sterk slingerende beek van die belang is vanwege het voorkomen van enkele zeldzame vissoorten. Het beekdal is landschappelijk goed bewaard gebleven. Het Broek is een elzenbroekbos aan de Sterkselse Aa op een plek waar lang geleden ijzeroer is gewonnen. Het Sterksels Kanaal loopt evenwijdig aan de Sterkselse Aa. Het is een kunstmatige waterloop, aangelegd ten tijde van de ontginning van de omgeving, maar wel fraai om te zien. Het Landgoed De Pan bestaat overigens vooral uit droog naaldbos, graslanden en loofbos langs het Sterksels kanaal, maar ook ligt er vlak bij de Hoef een aardig open heideveldje.

## Recreatie
Aan de Pandijk bevindt zich een informatiepaneel van waaruit een aantal wandelingen beginnen die het gebied doorkruisen.